# Koninkrijk Aksum

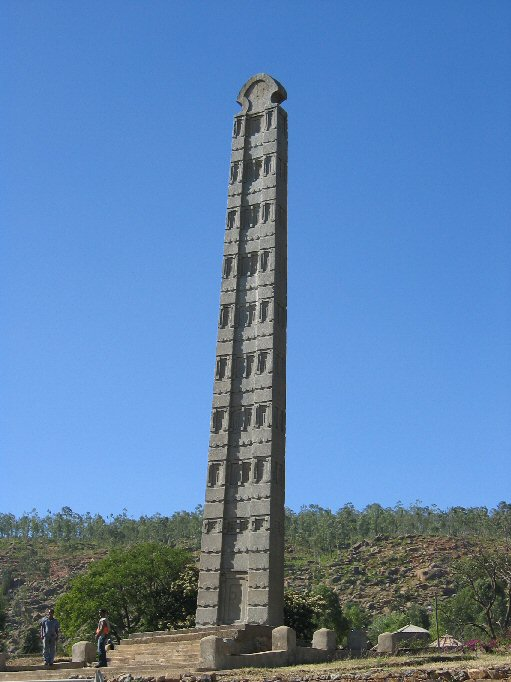
Ezana stele op het Noordelijk Stele-veld in Aksum, symbool van haar beschaving

Het koninkrijk Aksum was een koninkrijk in de oudheid dat zich in het huidige Eritrea, het noorden van Ethiopië en een deel van Jemen bevond. De proto-Aksumperiode begon rond de 4e eeuw v.Chr. en rond de 1e eeuw n.Chr. kan gesproken worden van een rijk. Rond de 9e eeuw begon het in verval te raken. In de 10e eeuw legde de mysterieuze koningin Gudit het rijk in de as, waarna de donkere middeleeuwen aanbraken, tot de opkomst van de Zagwe-dynastie.

## Geschiedenis
Hoewel men aanneemt dat de stad Aksum omstreeks het begin van onze jaartelling is gesticht, komt de naam voor het eerst voor in een tekst uit de 2e eeuw van de Griekse geograaf Claudius Ptolemaeus, die schrijft over Aksum "waar het koninklijke hof is".
Na de tweede eeuw kreeg Aksum grotere bekendheid gezien de vele inscripties en teksten in Zuid-Arabië, waarin de Aksumieten en Abessijnen met name genoemd worden. Ook bestaat er een Arabische tekst waarin sprake is van een overeenkomst tussen de koning van Saba en die van Aksum, Gadarat. De Aksumieten, met hun vloot in de havenstad Adulis aan de Rode Zee, hadden een groot aandeel in de handel in geur- en smaakstoffen. Op het hoogtepunt van zijn macht omvatte het Aksumitische koninkrijk de huidige Ethiopische provincie Tigre, Eritrea en aan de overzijde van de Rode Zee het koninkrijk Saba in het huidige Jemen.
In de vijfde eeuw regeerde koning Ezana, die in talrijke inscripties en in verschillende talen wordt genoemd en onder wiens regering Aksum omstreeks 450 het christendom aanvaardde. In die inscripties wordt hij expliciet genoemd als de koning van Aksum en vele andere staten, waaronder Saba.
De vijfde eeuw was eveneens van belang door de komst van de ‘negen heiligen’, monniken die het monofysitisme beleden. De godsdiensttroebelen in Syrië ontvluchtend na het Concilie van Chalcedon, stichtten ze de eerste kloosters in Ethiopië. Het rijk strekte zich toen al uit van Oost-Soedan tot in Saba, het huidige Jemen, met handelsroutes naar Griekenland, Rome, Perzië en Egypte.
Na de 7e eeuw volgde een snelle afbraak van de welvaart doordat de handelsroutes werden afgesneden, eerst door de Perzen en daarna door de opkomst van de islam in Arabië. Het rijk werd terugdrongen tot op de westkust van de Rode Zee, waar piraterij aan de orde van de dag was. Er volgde een duistere periode van de 8e tot aan het begin van de 12e eeuw, toen er een nieuwe dynastie aan de macht kwam, de Zagwé-dynastie. Hoewel het centrum van de macht naar het zuiden verschoof, bleef Aksum een ceremoniële rol spelen als kroningsstad van de Ethiopische koningen. Haar religieuze belang bleef ook nu nog gewaarborgd door de vermeende aanwezigheid van de Ark van het Verbond in de kathedraal van Maria van Zion.

### De kerstening van het koninkrijk Aksum
De kerstening ving aan nadat de Romeinse keizer Constantijn de Grote bij het Edict van Milaan in 313 in het rijk vrijheid van godsdienst had doorgevoerd. Daarna liepen de dogmatische onenigheden over de natuur van Jezus Christus zo hoog op dat Constantijn zich genoodzaakt zag een concilie te laten plaatsvinden in Nicea, waar de opvattingen van Arius, een uit Alexandrië naar Syrië gevluchte geleerde, werden veroordeeld. Voor twee Syrische geleerden, Frumentius en Edesius, werd de situatie zo hachelijk dat ze vluchtten. Na een schipbreuk werden ze gevangengenomen en voor de koning van Aksum geleid. Hij was zo onder de indruk van hun geleerdheid en hun kennis van de Griekse taal, dat hij hen aanstelde als secretaris en thesaurier en hun de opvoeding van zijn zoon Ezana toevertrouwde. Zoals de Romeinse schrijver Rufinus vermeldt, bekeerde Ezana, eenmaal koning, zich tot het christendom en liet zich dopen door Frumentius. Dat gebeurde dus nog vóór Constantijn de Grote aan het einde van zijn leven daartoe overging. Op de Ezana-munten, geslagen na 341, verdwenen zon en maan om plaats te maken voor het kruisteken.
Aan het einde van zijn leven verhief koning Ezana het christendom tot staatsgodsdienst, waarbij de maangod Mahrem zijn plaats moest afstaan aan de God van de christenen. Als de jaartallen kloppen en koning Ezana omstreeks 360 is gestorven, zou Ethiopië na Armenië het oudste christelijke rijk kunnen zijn, aangezien Theodosius I van het Romeinse Rijk het christendom pas aan het einde van de 4e eeuw aanvaardde als staatsgodsdienst.
De beide Syriërs kregen hun vrijheid terug. Terwijl Edesius afreisde naar zijn geboorteland, begaf Frumentius zich naar de patriarch van Alexandrië en verzocht hem een bisschop te benoemen voor Aksum om het door hem geïntroduceerde christendom te consolideren. Wat Frumentius gehoopt had, gebeurde. Patriarch Athenasius van Alexandrië benoemde hem tot de eerste aboena van Aksum, of liever, van Ethiopië, want de traditie om het hoofd van de kerk in Ethiopië te laten benoemen door de patriarch van Alexandrië bleef voortbestaan tot Ras Tafari Makonnen, alias keizer Haile Selassie, er in 1959 in slaagde daar een einde aan te maken.
Het christendom bleef aanvankelijk beperkt tot het koninklijk hof en zijn onmiddellijke omgeving. In 451 vond het Concilie van Chalcedon plaats, waar het weer gaat over de natuur van Jezus Christus. Was hij God of mens, God én mens, of eerst mens en toen God? Het eindoordeel - dat Jezus twee naturen heeft en zowel God als mens tegelijk is - had een schisma tot gevolg. Egypte en Syrië scheidden zich af als belijders van het miafysitisme. De miafysieten hielden vast aan hun overtuiging dat Jezus Christus één goddelijk-menselijke natuur heeft. Aangezien de aboena van Ethiopië door de koptische patriarch van Alexandrië werd benoemd, had deze opvatting van de koptische kerk ook invloed op die van Ethiopië. De kerk dreef weg van de kerk van Rome en Constantinopel.
Na het concilie van Chalcedon arriveerden negen bedreigde Romeinse missionarissen, de zogeheten ‘negen heiligen’, via Egypte in Ethiopië en richtten hun bekeringspijlen op de bevolking van het platteland. In de Bijbel werd het woord Ityopya geïntroduceerd, en het Boek der boeken werd vertaald in het Ge'ez, dat altijd de officiële kerktaal is gebleven, ook toen het Amhaars de officiële voertaal werd.
De ‘negen’ verschaften het christendom een uiterst stevige basis, want toen na de 7e eeuw de islam in alle omringende landen terrein won, werd het Aksumitische Rijk weliswaar beroofd van zijn grondgebied ten oosten van de Rode Zee, maar hield het christendom, afgesneden van de rest van de christelijke wereld, niet alleen stand, maar volgde het een eigen unieke koers. De Ethiopische kerk noemt zichzelf een orthodoxe kerk, hoewel dat min of meer strijdig is met het van de Egyptenaren geërfde dogma betreffende het miafysitisme. In het Amhaars heet de Ethiopische-orthodoxe kerk de Tewahedo kerk.

### Islam
In de 7de eeuw na Christus vonden de vroege volgelingen van Mohammed een toevluchtsoord in Aksum toen ze werden vervolgd door de regerende stam in Arabië. Ze kregen asiel toegediend door koning Armah, door de moslims ook wel Ashama ibn-Abjar of Al-Najashi genoemd. Na 622, toen Mohammed in Yathrib (Medina) aan de macht kwam, keerden veel moslims terug naar het Arabisch schiereiland.

### Jodendom
Het is onduidelijk hoe en wanneer het Jodendom in Ethiopië is gekomen. Volgens de tradities van de Ethiopisch-orthodoxe kerk en Eritrees-orthodoxe kerk kwam het, doordat Menelik I, de mythische stamvader van de Salomonsdynastie, de priesters van de stam van Levi en de tien geboden meenam vanuit Israël en bij de rivier Tana een tempel bouwde waarin de tien geboden zouden zijn. De bevolking die daar leefde zou zich bekeren en zou ook het begin van de Falasha (Beta Israël) zijn. Na de verovering van Aksum zouden ze de buitgemaakte tien geboden naar Aksum meenemen en in een tempel onderbrengen.